# Lijst van beschermd onroerend erfgoed in Oudergem
Een overzicht van het beschermde onroerend erfgoed in Oudergem. Het beschermd onroerend erfgoed maakt deel uit van het cultureel erfgoed in België.
| Object                                                                                                | Datum beschermd?                     | Bouwjaar/architect         | Stijl                       | Typologie                    | Adres                                                     | Coördinaten                   | Id-nummer?   | Afbeelding                                                                                            |
| --- | ------------------------------------ | -------------------------- | --------------------------- | ---------------------------- | --------------------------------------------------------- | ----------------------------- | ------------ | --- |
| Bergojepark                                                                                           |                                      |                            |                             | Park                         | JACQUES BASSEMSTRAAT 0 , WAVERSESTEENWEG 0                |                               | 2232-0019/0  | Bergojepark                                                                                           |
| Blauwe ceder (Cedrus atlantica)                                                                       |                                      |                            |                             | Opmerkelijke boom            | HENRI DE BROUCKERELAAN 48                                 | 50° 49' 6" NB, 4° 25' 25" OL  | 2232-0041/0  | Blauwe ceder (Cedrus atlantica)                                                                       |
| Het "Moorse Huis"                                                                                     |                                      |                            | Eclecticisme                | Huis                         | FELIX GOVAERTPLEIN 8                                      | 50° 49' 15" NB, 4° 25' 41" OL | 2232-0031/0  | Het "Moorse Huis"                                                                                     |
| Zilverlinde (Tilia tomentosa)                                                                         |                                      |                            |                             | Opmerkelijke boom            | INVALIDENLAAN 0 , SINT-JULIAANSKERKLAAN 0                 |                               | 2232-0042/0  | Zilverlinde (Tilia tomentosa)                                                                         |
| Modernistich dubbelhuis                                                                               | 22/09/1994                           | 1927 Lucien FRANÇOIS       | Modernisme                  | Huis                         | PARK VAN WOLUWELAAN 38 - 40, LOUISA CHAUDOIRDREEF 4 - 6   |                               | 2232-0013/0  | |
| IJskelder Rooklooster en omgeving                                                                     | 13/11/2002                           | 1874                       |                             | Divers                       | ROKLOOSTERSTRAAT 0                                        |                               | 2232-0037/0  | IJskelder Rooklooster en omgeving                                                                     |
| Oude priorij van het Rooklooster - overblijvende kloostergebouwen, met inbegrip van de omheiningsmuur | 16/11/1965                           |                            | Traditionele architectuur   | Klooster                     | ROKLOOSTERSTRAAT 0                                        |                               | 2232-0002/0  | Oude priorij van het Rooklooster - overblijvende kloostergebouwen, met inbegrip van de omheiningsmuur |
| Kasteel La Solitude                                                                                   | 20/01/2000                           | 1910-1912 François MALFAIT | Classicistisch eclecticisme | Kasteel                      | CHARLES SCHALLERLAAN 54                                   |                               | 2232-0032/0  | Kasteel La Solitude                                                                                   |
| Kersenboom (Prunus avium)                                                                             |                                      |                            |                             | Opmerkelijke boom            | CHARLES SCHALLERLAAN 67                                   |                               | 2232-0035/0  | |
| Turkse hazelaars (Corylus colurna)                                                                    |                                      |                            |                             | Opmerkelijke boom            | CHARLES SCHALLERLAAN 32                                   |                               | 2232-0039/0  | |
| Hertoginnedal - kasteel, priorij, ingangspaviljoen, orangerie, Noorse chalet                          | 05/12/2002 (aangepast op 23/10/2003) |                            |                             | Te bepalen                   | VORSTLAAN 259 , HERTOGINNEDAL 1 - 4, OUDE MOLENSTRAAT 112 |                               | 2232-0021/02 | Hertoginnedal - kasteel, priorij, ingangspaviljoen, orangerie, Noorse chalet                          |
| Hertoginnedal                                                                                         | 29/05/1997                           |                            |                             | Park                         | GENERAAL BARON EMPAINLAAN 0 , PRIORIJDREEF 0 , VORSTLAAN  |                               | 2232-0021/0  | Hertoginnedal                                                                                         |
| Site van het primitief dorp Oudergem (Hertoginnedal)                                                  | 22/11/2001                           |                            |                             | Varia                        | HERTOGINNEDAL 1 - 4, DE WAHALAAN 4 , OUDE MOLENSTRAAT 112 |                               | 2232-0021/01 | Site van het primitief dorp Oudergem (Hertoginnedal)                                                  |
| Sint-Annakerk - Orgel op het oksaal                                                                   | 22/12/2005                           | 1870                       | Neoclassicistisch           | Orgel                        | TERVUURSESTEENWEG 91                                      |                               | 2232-0027/1  | Sint-Annakerk - Orgel op het oksaal                                                                   |
| Amerikaanse eik (Quercus rubra)                                                                       |                                      |                            |                             | Opmerkelijke boom            | JEAN VAN HORENBEECKLAAN 149                               |                               | 2232-0049/0  | |
| Dubbelhuis                                                                                            |                                      |                            | Traditionele architectuur   | Architecturaal geheel        | WAVERSESTEENWEG 1604 - 1606                               |                               | 2232-0011/0  | Dubbelhuis                                                                                            |
| Eigen huis en atelier van schilder Oleffe                                                             | 15/01/1998                           | 1850-1910                  | Eclecticisme                | Kunstenaarswoning en atelier | WAVERSESTEENWEG 1885                                      |                               | 2232-0014/0  | Eigen huis en atelier van schilder Oleffe                                                             |
| Ginkgo (Ginkgo biloba)                                                                                |                                      |                            |                             | Opmerkelijke boom            | WAVERSESTEENWEG 1555                                      |                               | 2232-0050/0  | |
| Kasteel van de Drij Borren                                                                            | 19/11/1986                           |                            | Traditionele architectuur   | Kasteel                      | WAVERSESTEENWEG 2241                                      |                               | 2232-0010/0  | Kasteel van de Drij Borren                                                                            |
| Botanische tuin Jean Massart                                                                          | 29/05/1997                           |                            |                             | Park                         | WAVERSESTEENWEG 000 , WAVERSESTEENWEG 1850 ,              |                               | 2232-0020/0  | Botanische tuin Jean Massart                                                                          |
| Voormalige Koninklijke IJskelders                                                                     | 13/05/1993                           |                            | Traditionele architectuur   | IJskelder                    | WAVERSESTEENWEG 1013 - 1015                               |                               | 2232-0012/0  | Voormalige Koninklijke IJskelders                                                                     |
| Gemeenteschool Centre scolaire du Souverain                                                           |                                      | 1908-1912 Henri Jacobs     | Art nouveau                 | School                       | ROBERT WILLAMESTRAAT 25                                   |                               | 2232-0030/0  | Gemeenteschool Centre scolaire du Souverain                                                           |